# Marie Duval
Pour les articles homonymes, voir Duval.
Isabelle Émilie de Tessier, connue sous le nom de plume Marie Duval, née en 1847 à Marylebone, Londres, et morte en 1890 à Wandsworth, Londres, est une actrice, caricaturiste et auteure de bande dessinée britannique.
Elle est surtout connue pour son travail, dans les années 1870, sur le personnage d'Ally Sloper, immensément populaire dans l'Angleterre victorienne. Son absence de formation académique l'a conduite à développer un graphisme et une mise en page innovants dans leur expressivité primitive. Elle est aujourd'hui considérée comme la première femme auteure de bande dessinée, et la principale, sinon la seule, femme caricaturiste de la deuxième moitié du XIXe siècle.
Elle a été la compagne de l'homme de lettres Charles Henry Ross.

## Biographie
Isabelle de Tessier naît à Londres en 1847 dans une famille française,. Après avoir travaillé comme gouvernante, à la fin de son adolescence, elle se tourne vers le théâtre à la fin des années 1860 et prend le pseudonyme Marie Duval, qui met en valeur ses origines françaises. Elle poursuit sa carrière théâtrale jusqu'à fin 1874, lorsqu'une chute sur scène la blesse assez grièvement pour qu'elle décide d'arrêter.
Parallèlement, elle entame en août 1869 une carrière de caricaturiste, en publiant ses premiers dessins d'humour signés dans Judy. Le rédacteur en chef du magazine était l'homme de lettres Charles H. Ross, qu'elle avait rencontré dans le cadre de son travail au théâtre. La signature de Marie Duval commence à apparaître sur les pages d'Ally Sloper à partir du 1er décembre 1869, et est seule présente après le 9 février 1870. La part exacte du travail des deux auteurs est encore inconnue. John Adcock suppose que Ross écrivait les histoires et dessinait un brouillon avancé, hypothèse qu'étaye le fait que les albums étaient signés des deux noms. L'historien David Kunzle estime quant à lui que Marie Duval réalisait seule la majeure partie du travail, s'appuyant sur la présence de la signature.
Tout au long des années 1870, Marie Duval est un des principaux contributeurs de Judy. Le succès grandissant d'Ally Sloper est pérennisé par la publication de quatre albums reprenant ses pages (dont Some Playful Episodes in the Career of Ally Sloper en 1873, premier album de bande dessinée britannique) ou proposant des aventures inédites de Sloper. À la toute fin 1874, un recueil des planches hors Sloper de Marie Duval est publié sous le titre A Shillingsworth of Moonshine (with tin-thunder at the wing). Elle a également publié cette année-là le livre pour enfant A Rare and Choice Collection of Queens and Kings and other Things. Ses dernières publications dans Judy sont datées de 1878. Durant cette décennie, elle travaille également pour des périodiques allemands et français.
Entre 1869 et 1874, il est possible que Ross et Marie Duval se soient mariés, bien qu'aucune trace ne subsiste de cet acte. La régularité et le caractère conventionnel de leur relation sont d'ailleurs mal établis : si le fils de Ross Charles Jr. naît en 1875, il n'est pas certain qu'elle en soit la mère, puisque celui-ci même l'appelle dans ses écrits la « femme de Ross » mais jamais sa mère. De même, il est possible que le départ de Marie Duval de Judy et la reprise en main par Ross d'Ally Sloper à la fin des années 1870 soit dû à une rupture. Marie Duval meurt cependant au deuxième trimestre de 1890 dans le quartier londonien de Wandsworth au domicile de Ross. Sa vie dans les années 1880 n'est pas connue.

## Marie Duval caricaturiste: un auteur innovant

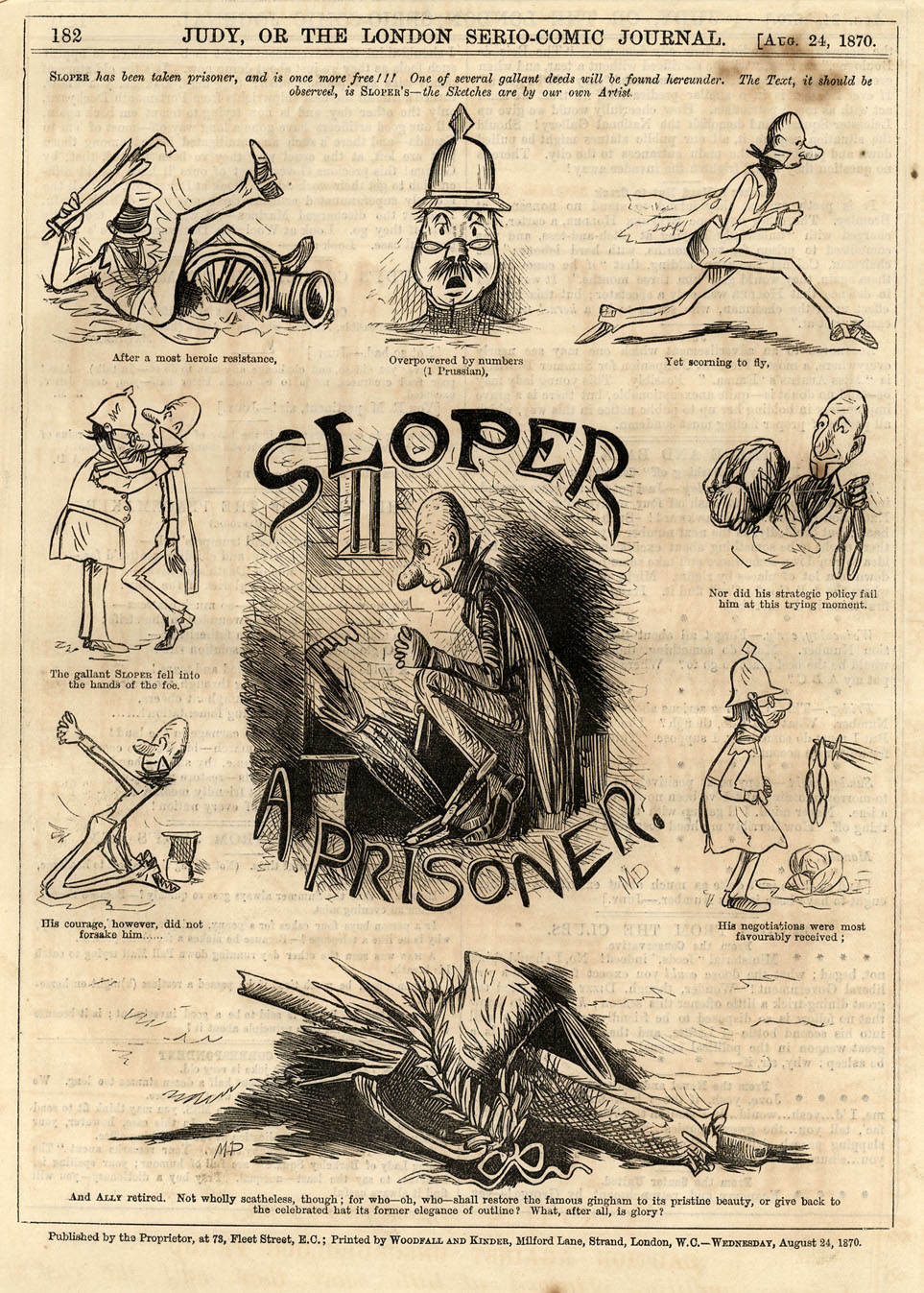
Ally Sloper dans « Sloper. Un prisonnier » (« Sloper. A Prisoner »), Judy, 24 août 1870.

Oubliée après sa mort, Marie Duval est souvent confondue par ceux qui écrivent sur Ally Sloper avec son compagnon Charles H. Ross, et même parfois considérée comme un pseudonyme de celui-ci. En 1986, David Kunzle, qui y voit dans son cas un symbole de la façon dont les femmes de lettres vivant avec un homme de lettres sont traitées, et lui consacre deux articles en vue de réévaluer son importance. Il estime que son oubli est symptomatique du traitement des femmes de lettres vivant avec des artistes, et du cliché voulant que la « nature féminine » soit incompatible avec la brutalité polémique de la caricature.
Les critiques ont souvent souligné la proximité du graphisme simple et enlevé de Marie Duval avec celui de Ross. Les différences sont pourtant nombreuses. Alors que Ross tendait à vouloir atténuer la maladresse de son style en utilisant des mises en pages et des points de vue conservateurs, Marie Duval joue au contraire sur celle-ci avec des mises en pages complexes, des variations dans le trait, les ombrages, les points de vue. Elle apprécie également les gros-plans soudains, les effets graphiques assurant une efficacité maximale de la caricature, à la manière du caricaturiste de Punch Richard Doyle ou du dessinateur allemand Wilhelm Busch, qui avait été traduit au Royaume-Uni en 1868.
Marie Duval introduit également certains effets graphiques qui ne sont pas devenus communs avant la fin des années 1880 : un trait vibrant pour exprimer la peur, la multiplication des membres pour montrer un mouvement rapide, des métamorphoses et distorsions des corps à des fins expressives. Ses mises en page parfois très éclatées sont également une nouveauté, bien qu'elle ne les utilise pas systématiquement. David Kunzle suggère que cet irrespect des normes académiques et ces innovations ont pu être une manière pour Marie Duval de critiquer, avec une once de subversion, le point de vue masculin conventionnel.
Ainsi, selon Kuntzle, « Marie Duval est importante non seulement pour avoir été la seule femme caricaturiste en Europe au xixe siècle, et l'auteur principal du premier Ally Sloper » mais aussi « pour ses expérimentations graphiques ». Cette réévaluation récente de Marie Duval ne doit pas faire oublier qu'il a existé avant elle dans son pays d'autres femmes dessinatrices. Ainsi, au xviiie siècle se sont illustrées la professeur de dessin Mary Darly et la dessinatrice T. Cornell, et au début du siècle suivant la caricaturiste à succès Louisa Sheridan.
Marie Duval a bénéficié d'un regain d'intérêt auprès des chercheurs à partir du début des années 2000. En 2022, elle est inscrite par choix du jury au temple de la renommée Will Eisner.